# 리차 강고파디아이
리차 강고파디아이(Richa Gangopadhyay, 본명: Richa Gangopadhyay Langella, née Gangopadhyay, 1986년 3월 20일 ~ )는 텔루구어 영화에 주로 출연한 미국의 전직 배우이자 모델이다. 현재 오리건주 포틀랜드 (오리건주)에 거주하고 있다.
벤카테시 다구바티, 라비 테자, 프라바스, 라나 당구바티, 다누쉬 및 실라몽바라산과 같은 저명한 배우들과 함께 캐스팅되었다.

## 개인 생활
2013년 10월, 영화계를 떠나 미국으로 돌아가 MBA를 취득하고 장기적인 경력 야망에 집중하겠다고 발표했다. 2017년 5월 세인트루이스에 있는 워싱턴 대학교에서 MBA 학위를 취득했다.
강고파디아이는 경영대학 동창인 조 랑겔라(Joe Langella)와 결혼했다. 이들 부부에게는 2021년 5월에 태어난 아들이 있다.